# Wir Kinder aus Bullerbü (1986)
Wir Kinder aus Bullerbü, auch Die Kinder von Bullerbü, ist die zweite Verfilmung des gleichnamigen Kinderbuchs der schwedischen Autorin Astrid Lindgren. 1987 entstand mit Neues von den Kindern aus Bullerbü ein weiterer Film, bei dem erneut Lasse Hallström die Regie übernahm.

## Inhalt
Der Film spielt 1928 in dem fiktiven Dorf Bullerbü im schwedischen Småland.  Er schildert die Sommerferien von sieben Kindern, die außerhalb des Dorfes Storby in drei aneinander grenzenden Bauernhöfen leben. Britta und ihre Schwester Inga leben auf dem Nordhof. Die achtjährige Lisa und ihre älteren Brüder Lasse und Bosse wohnen auf dem Mittelhof. Auf dem Südhof leben Ole und seine kleine Schwester Kerstin. Lisa erzählt die Erlebnisse zwischen dem letzten Schultag und dem Ende der Sommerferien. Sie berichtet von der gemeinsamen Suche nach einem Wassergeist und einem Schatz, dem Unkrautjäten auf den Rübenäckern der Eltern. Nach mehreren Besuchen beim Schuster darf Ole dessen vernachlässigten Hund behalten. Nach der Heuernte feiern die drei Familien zusammen  Mittsommer,  die Kinder dürfen später in einer Feldscheune übernachten und am Ende der Ferien feiern alle das  Krebsfest.

## Soundtrack
Die Instrumentalmusik wurde von Georg Riedel komponiert. Zu den Liedern Alle gehen schlafen (Alla ska sova) und Es muss die beste Fleischwurst sein (Falukorvsvisan) schrieb Astrid Lindgren den Liedtext. Weitere, in dem Film gesungene, Lieder sind alte schwedische Volks- oder Kinderlieder.
| Schwedisches Original                      | Deutsche Übersetzung                | Autor           | Komponist    | Anmerkungen                                                                               |
| ------------------------------------------ | ----------------------------------- | --------------- | ------------ | ----------------------------------------------------------------------------------------- |
| Den blomstertid nu kommer                  | Der Frühling ist gekommen           | Israel Kolmodin |              | Lied steht im schwedischen Kirchen-Gesangbuch                                             |
| Bonden och Kråkan                          | Die Krähe                           | Lena Larsson    |              |                                                                                           |
| Falukorvsvisan (Nu vill jag hava falukorv) | Es muss die beste Fleischwurst sein | Astrid Lindgren | Georg Riedel |                                                                                           |
| Uppå källarbacken                          | Wir wollen tanzen                   |                 |              | Volkslied, das in Schweden beim Tanz um den Maibaum gesungen wird und auch zu Weihnachten |
| Alla ska sova                              | Alle gehen schlafen                 | Astrid Lindgren | Georg Riedel |                                                                                           |

## Kritik
„In nostalgisch-idyllischer Verklärung wird nach dem bekannten Kinderbuch von Astrid Lindgren die heile Dorfwelt der 20er Jahre beschworen. Der Film, der nur von alltäglichen Ereignissen berichtet und auf Dramatik fast völlig verzichtet, setzt bei Kindern die Fähigkeit zur Konzentration und zum Träumen voraus.“

Die Deutsche Film- und Medienbewertung FBW in Wiesbaden verlieh dem Film das Prädikat besonders wertvoll.